# Mryn
Mryn (ukr. Мрин) – wieś na Ukrainie, w rejonie nosowskim obwodu czernihowskiego.